# هزارة غى

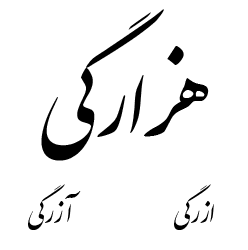

اللغة الهزارة (الفارسية: هزارگی أو آزرگی) يتحدث بها شعب الهزارة في أفغانستان وفي أجزاء من باكستان وإيران.